# ParM
ParM – это белок, содержащийся в прокариотических клетках, по функциям своим схожий с актином. Его роль заключается в обеспечении перемещения копий плазмид R1 к противоположным полюсам в палочковидных бактериях перед делением.
Субъединицы ParM формируют микрофиламенты, вытянутые вдоль большой оси бактерии.

## Действие
ParM является мономером, который закодирован в ДНК R1- плазмиды и синтезируется на рибосомах бактерии. В цитоплазме он спонтанно полимеризуется, образуя короткие молекулярные цепочки, которые либо присоединяются к белку ParR , либо гидролизуются. ParR стабилизирует ParM и предотвращает его гидролиз. ParM, ограниченный с двух сторон молекулами ParR, присоединяется к полюсам других мономеров ParM, и результатом реакции является расталкивание R1-плазмид к противоположным полюсам клетки.

## Функционирование
In vitro наблюдается полимеризующийся мономер ParM как в присутствии АТФ, так и ГТФ, но эксперименты, проведенные Popp и др., показывают, что, вероятно, реакция “предпочитает” ГТФ; именно ГТФ является нуклеотидом, который, наиболее вероятно, вносит весомый вклад в функционировании ParM в клетке. Далее в статье считается, что ГТФ является активным нуклеотидом, хотя во многих экспериментах использовали АТФ взамен ГТФ.
ParM связывает и гидролизует ГТФ в процессе полимерицации. Распространённое мнение заключается в том, что «кэп» из связанных с ГТФ мономеров требуется на концах цепочек полимера ParM для предотвращения его гидролиза. Хотя ParM гидролизует ГТФ после присоединения, считается, что источником энергии, идущей на движение плазмид, является свободная энергия Гиббса концентрации мономера ParM, а не энергия гидролиза ГТФ. Изменения концентрации мономера и полимера ParM должны неизбежно нарушить равновесие на концах ParM, где происходит присоединение, независимо от концентрации ГТФ.
Осуществив расталкивание плазмид на противоположные концы клетки, полимер быстро деполимеризуется и переходит в состояние мономеров в цитоплазме.

## Структура
Отдельные молекулы мономера ParM не функционируют до присоединения к ним нуклеотида ГТФ. После присоединения ГТФ мономер ParM присоединяется к концу растущего филамента. С этого момента ParM гидролизует ГТФ, который в свою очередь превращается в ГДФ и остаётся в цепочке ParM до тех пор, пока полимер остаётся целым. ParM образует левостороннюю спираль.
Рост филаментов, образуемых ParM, возможен с обоих концов, в отличие от актиновых филаментов, растущих только на +-конце. 
Исследования, проведенные Гарнером и Кембелом, наводят на мысль, что мономеры на конце цепочки ParMа должна быть ГТФ-связанными для поддержания стабильности полимера. Если один из концов имеет присоединенный ГДФ, полимерная цепочка очень быстро деполимеризируется на составные мономеры. Это предположение сделано на основании эксперимента, в котором Гарнер и Кембел разрезали растущую полимерную цепочку ParM под воздействием присоединения АДФ к концам. Разрезанные цепочки быстро гидролизуются.

## Динамическая нестабильность
Динамическая нестабильность описывается как переключение полимера между фазами устойчивого удлинения и быстрого укорачивания. Этот процесс имеет важное значение для функции эукариотических микротрубочек. В случае ParM динамическая нестабильность “спасает" полимер или производит переключения из фазы укорачивания в фазу удлинения, но это очень редко наблюдается и наблюдается только тогда, когда применяется нуклеотид АТФ. Средняя длина не связанного с другими белками филамента ParM составляет 1.5-2 µм при концентрации мономеров ParM 2 µМ или более. Считается, что динамическая нестабильность ParM и эукариотических микротрубочек – пример конвергентной эволюции.
ParM спонтанно формирует короткие полимерные фрагменты, когда они находятся в цитоплазме. Эти фрагменты служат для эффективного “поиска” R1-плазмид, а также поддерживают благоприятную концентрацию мономера ParM для полимеризации.